# Tulpenboomfamilie
De Magnoliaceae (tulpenboomfamilie, beverboomfamilie of magnoliafamilie) is een familie van bomen en struiken die in Europa vooral bekend zijn als tuinbomen. De populariteit danken ze aan de bloemen die bij een aantal soorten en kruisingen tot wel 30 centimeter groot kunnen worden. De meeste soorten die uit Azië in West-Europa zijn ingevoerd bloeien vroeg in het voorjaar, nog voor het blad uitloopt, waardoor de grote bloemen nog extra opvallen. De uit het Zuidoosten van de Verenigde Staten ingevoerde soorten bloeien vanaf eind mei, na het uitlopen van het blad. Magnolia grandiflora, de soort met de grootste bloemen, is de enige groenblijvende soort die in West-Europa nog net winterhard is. In Midden-Amerika en Zuidoost-Azië komen veel groenblijvende tropische soorten voor die in West-Europa niet winterhard en daarom onbekend zijn. De tulpenboom (geslacht Liriodendron) wordt in parken en grote tuinen vooral aangeplant om het blad en de opgaande groeiwijze, en niet vanwege de bloemen, die tussen het loof meestal weinig opvallen.
De Magnoliaceae worden, onder andere vanwege de primitieve structuur van de bloem en de aanwezigheid van vliezige snel afvallende schutbladen aan de bladsteel, beschouwd als planten die relatief dicht bij de gemeenschappelijke voorouder van de bedektzadigen staan. Een algemene bloemformule voor de familie is:
 Ca3(x) Co6(x) A∞ G∞
waarin 3(x) betekent een veelvoud van 3. Omdat echter de kelk en kroon meestal niet of nauwelijks zijn gedifferentieerd wordt ook wel de volgende bloemformule gegeven:
Ca+Co6-18 A∞ G∞

## Historische ontwikkeling van de familie
De ouderdom van de Magnolias heeft het lang moeilijk gemaakt om verwantschappen met andere geslachten vast te stellen, alleen op grond van uiterlijke kenmerken. In de geschiedenis van de Magnoliafamilie komt dit probleem duidelijk tot uiting: de omgrenzing van de familie is nogal aan verandering onderhevig geweest.
Hoewel het concept van natuurlijke plantenfamilies al was bedacht en gepubliceerd door Pierre Magnol, plaatste Linnaeus om praktische redenen zijn plantengeslachten niet in families maar in een kunstmatige indeling van klassen en orden, gebaseerd op de aantallen meeldraden en stempels in de bloemen. Magnolia, het typegeslacht van de Magnoliaceae, werd in 1753 door Linnaeus in de klasse Polyandria, orde Polygynia geplaatst.
De eerste na Linnaeus die een indeling van de plantengeslachten in natuurlijke families publiceerde, was in 1789 Jussieu. Hij bracht in de familie Magnoliaceae (als "Ordo Magnoliae") de volgende geslachten samen: Euryandra, Drimys, Illicium, Michelia, Magnolia, Talauma, Liriodendron, Mayna, Dillenia, Curatella, Ochna en Quassia. De samenstelling van de familie is in de volgende eeuw door opeenvolgende auteurs van grote overzichten steeds aangepast. Baillon moet in die rij speciaal vermeld worden omdat hij de eerste was die alle tot dan toe beschreven geslachten van wat nu de subfamilie Magnolioideae is, in één groot geslacht Magnolia bijeenbracht. Uiteindelijk was Hutchinson in 1926 de eerste die de familie Magnoliaceae beperkte tot de geslachten Magnolia s.l. en Liriodendron. Op familieniveau is die indeling sindsdien niet meer aangepast. In de tabel hieronder is de ontwikkeling van de familie in de negentiende eeuw schematisch weergegeven. Referenties naar de verschillende publicaties zijn in de tabel opgenomen.
Voor een overzicht van de geslachten die samen Magnolia s.l. uitmaken, zie Magnolia.

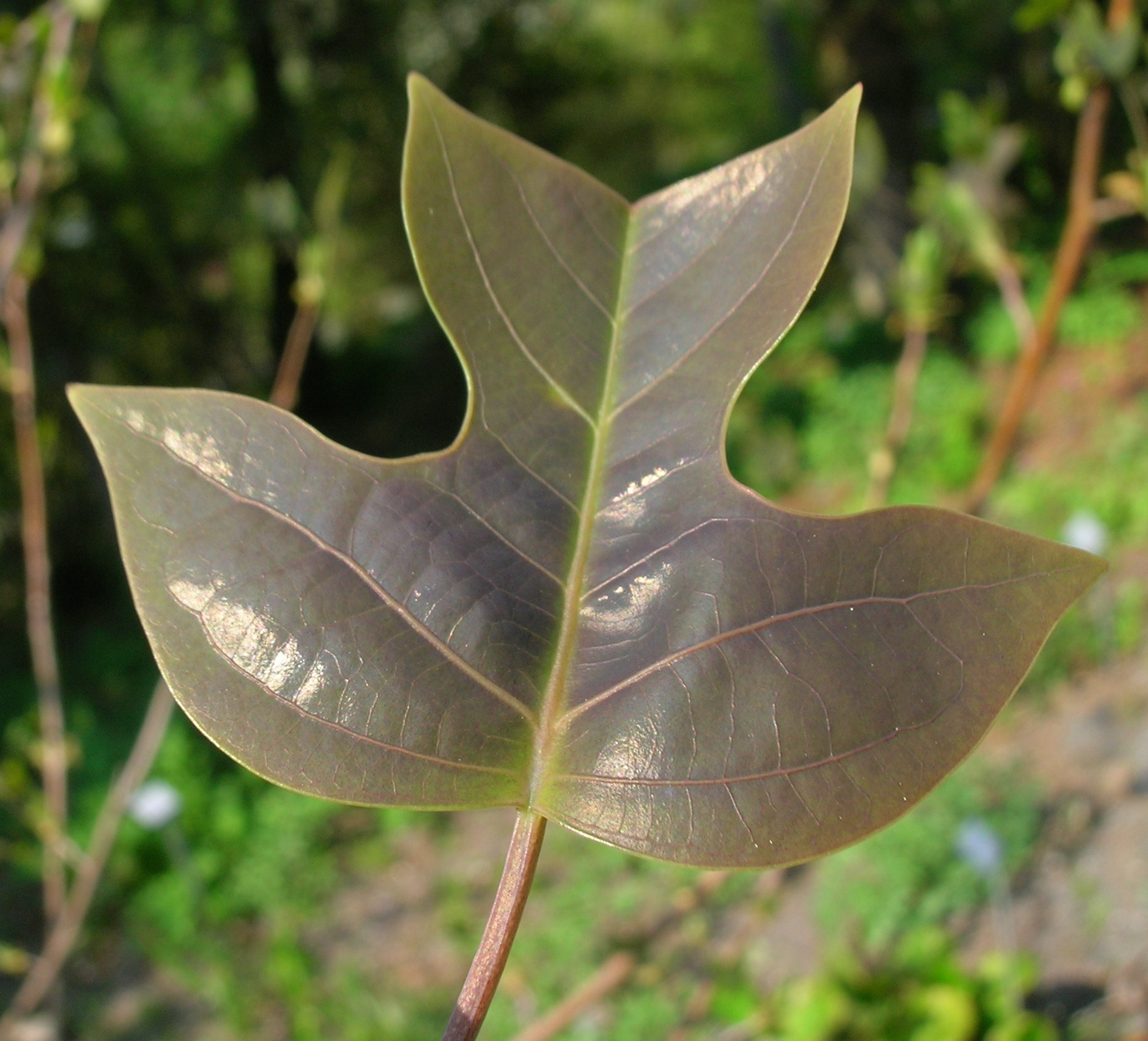
Het liervormige blad van Liriodendron chinense
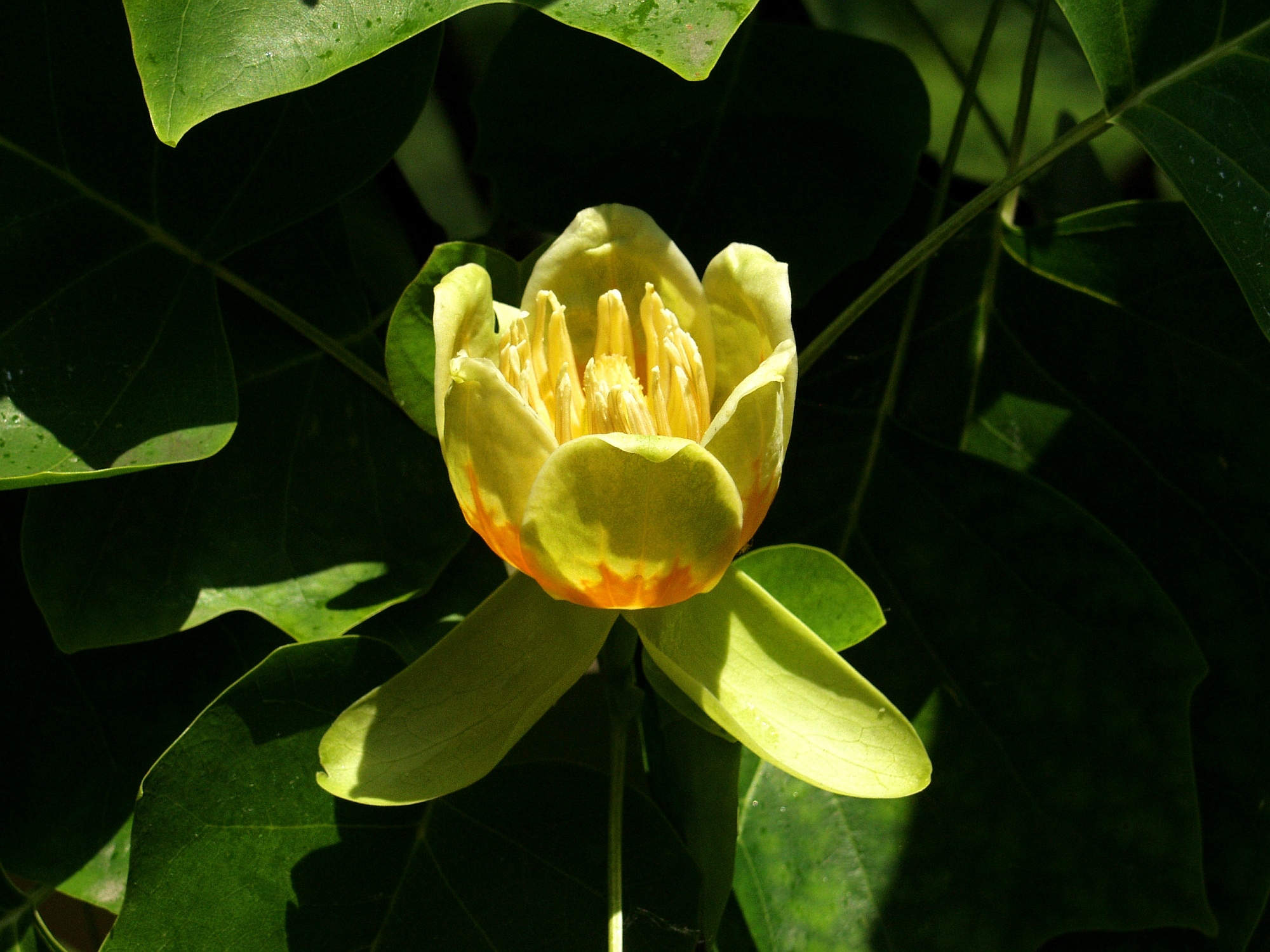
Bloem van Liriodendron tulipifera
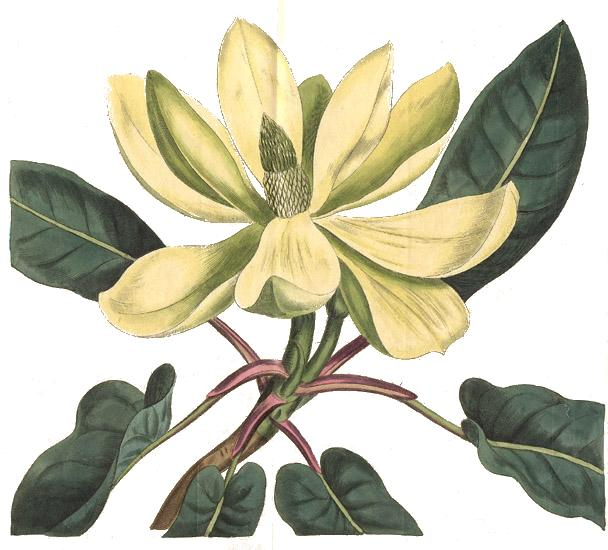
Het geoorde blad van Magnolia fraseri
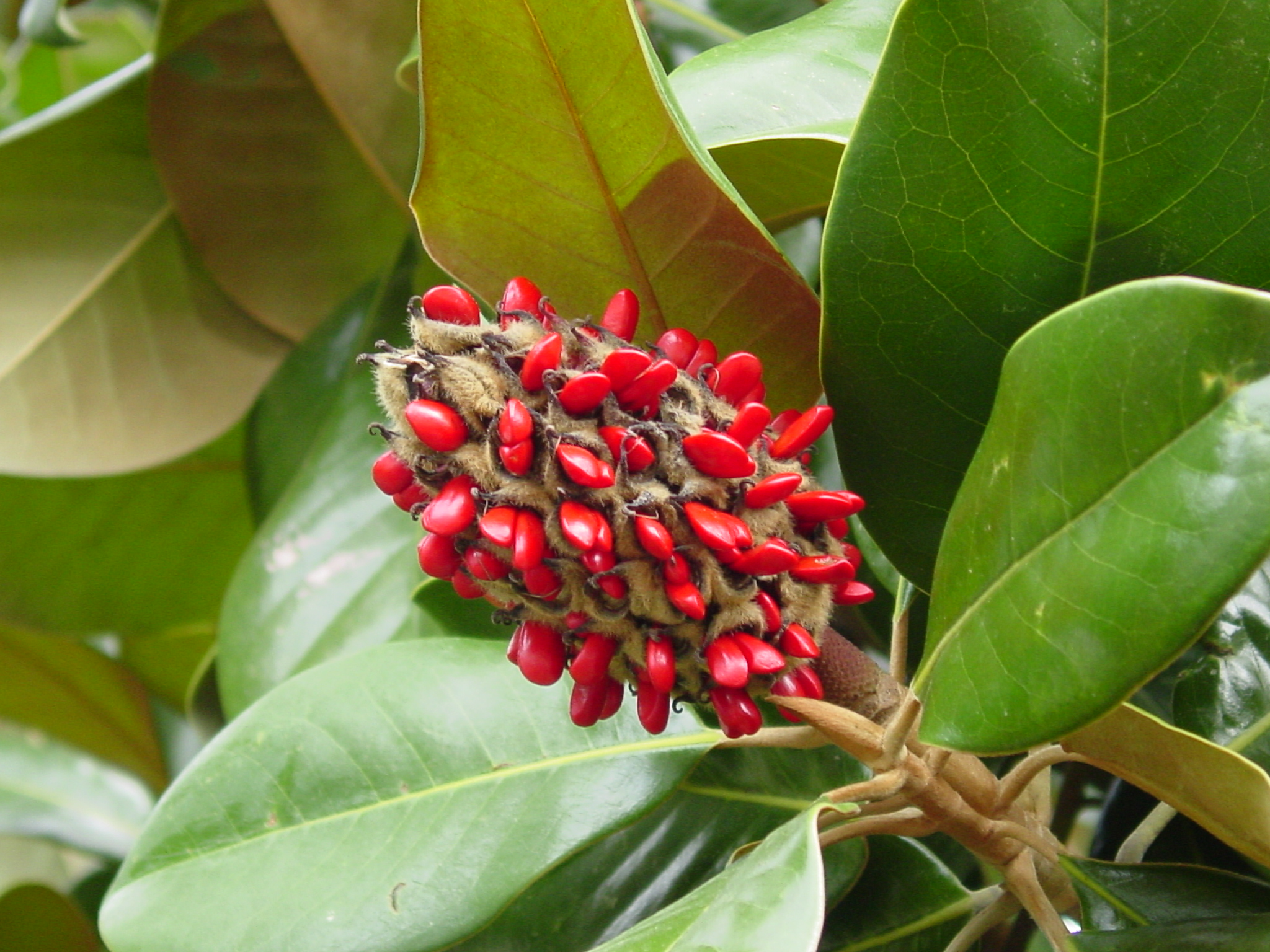
De kenmerkende verzamelvrucht van Magnolias, met rijpe zaden
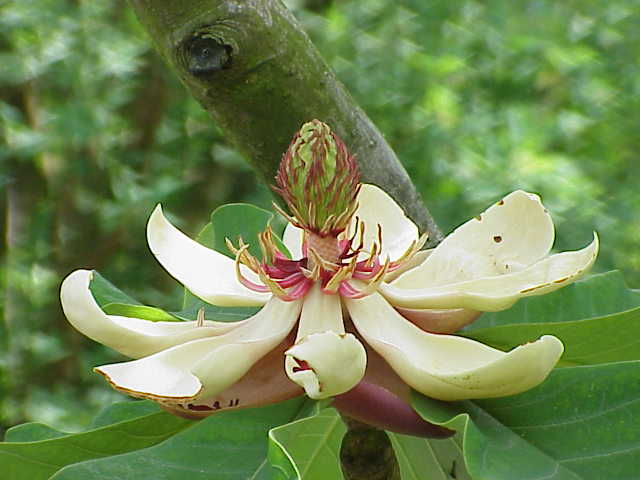
Bij Magnolia obovata zijn de primitieve bloemkenmerken van Magnolia goed zichtbaar.

## De geslachten in de familie Magnoliaceae
| Jaar en auteur(s)     | Magnoliaceae | erbij (van)                                                                                           | eruit (naar)                                                                                     |
| --------------------- | --- | --- | ------------------------------------------------------------------------------------------------ |
| 1789 Jussieu          | Euryandra J.R. Forst. & G. Forst. Drimys J.R. Forst. & G. Forst. Illicium L. Magnolia L. s.l. Liriodendron L. Mayna Aubl. Dillenia L. Curatella Loefl. Ochna L. Quassia L. | |                                                                                                  |
| 1817 de Candolle      | Drimys Illicium Tasmannia Mayna Magnolia s.l. Liriodendron | Tasmannia DC. (nieuw)                                                                                 | Euryandra (Dilleniaceae) Dillenia (Dilleniaceae) Curatella (Dilleniaceae) Ochna Quassia          |
| 1824 de Candolle      | Drimys Illicium Temus Tasmannia Mayna Magnolia s.l. Liriodendron | Temus Molina                                                                                          | Ochna (Ochnaceae) Quassia (Simaroubaceae)                                                        |
| 1831 Don              | Drimys Illicium Temus Tasmannia Magnolia s.l. Liriodendron | | Mayna (Schisandraceae)                                                                           |
| 1840 Endl.            | Drimys Illicium Temus Tasmannia Trochodendron Magnolia s.l. Liriodendron                                                                                                   | Trochodendron Siebold & Zucc. (Winteraceae)                                                           |                                                                                                  |
| 1862 Bentham & Hooker | Drimys Illicium Tasmannia Trochodendron Euptelea Schisandra Kadsura Magnolia s.l. Liriodendron                                                                             | Schisandra Michx. (Schisandraceae) Kadsura Juss. (Schisandraceae) Euptelea Siebold & Zucc. (Ulmaceae) | Temus (Myrtaceae)                                                                                |
| 1868 Baillon          | Drimys Illicium Trochodendron Euptelea Schisandra Canella Magnolia s.l. Liriodendron                                                                                       | Canella P. Browne (Canellaceae)                                                                       | Tasmannia (Drimys) Kadsura (Schisandra)                                                          |
| 1891 Engl. & Prantl   | Drimys Illicium Schisandra Kadsura Magnolia s.l. Liriodendron | Kadsura (Schisandra)                                                                                  | Canella (Winteranaceae) Euptelea (Trochodendraceae) Trochodendron (Trochodendraceae)             |
| 1926 Hutchinson       | Magnolia s.l. Liriodendron | | Drimys (Winteraceae) Illicium (Illiciaceae) Schisandra (Schisandraceae) Kadsura (Schisandraceae) |

## Onderfamilies
In de familie worden twee onderfamilies onderscheiden, die, als voor een groot geslacht Magnolia wordt gekozen, elk uit één genus bestaan:
- onderfamilie Magnolioideae (genus Magnolia s.l., Beverbomen)
- onderfamilie Liriodendroidae (genus Liriodendron, Tulpenbomen)

## Systematische positie van de familie
In het Cronquist-systeem (1981) werd de familie geplaatst in de orde Magnoliales van de tweezaadlobbigen, samen met de Annonaceae, Degeneriaceae, Eupomatiaceae, Himantandraceae, Myristicaceae, Winteraceae, Canellaceae, Lactoridaceae en Austrobaileyaceae.
De publicatie van de eerste resultaten van de Angiosperm Phylogeny Group (APG), in 1998, bracht een grote verandering teweeg in de systematische indeling van de bedektzadigen. Een van de ingrijpendste bevindingen van het APG-project is dat de bedektzadigen niet zijn in te delen in de twee oude groepen tweezaadlobbigen en eenzaadlobbigen. De Magnoliafamilie werd van oudsher tot de tweezaadlobbigen gerekend. Het APG-systeem kent nog wel een (veel kleinere) groep tweezaadlobbigen (eudicots) maar daarvan maakt de Magnoliafamilie geen deel uit. In de eerste versie van het APG-systeem werden de Magnoliaceae gerekend tot de ongeplaatste orde Magnoliales, samen met de Annonaceae, Degeneriaceae, Eupomatiaceae, Himantandraceae en Myristicaceae. De enige verandering die het APG II-systeem (2003) hierin bracht is dat de Magnoliales nu geplaatst werden in de clade Magnoliids. De meest recente versie van dit systeem, APG III, bracht voor de Magnoliaceae geen enkele verandering mee. Interessant is nog wél de plaats die de zustergroepen uit het Cronquist-systeem nu innemen. De Winteraceae en de Canellaceae vormen volgens APG III nu samen de orde Canellales van de Magnoliids. De Lactoridaceae staan in de orde Piperales van de Magnoliids. De Austrobaileyaceae vormen (samen met de Schisandraceae en Illiciaceae) de ongeplaatste orde Austrobaileyales.